# Tepui
Un tepui (de vegades també tepuy) és una formació geomorfològica de les muntanyes en forma de tossal (o mesa) que es troba en els altiplans de Guiana a Amèrica del Sud, especialment a Veneçuela i a l'oest de Guyana. El terme tepui significa "casa dels déus" en l'idioma dels indígenes Pemon, que habiten la zona de Gran Sabana.
Els tepuis tendeixen a estar allats i per això hi viuen endemismes d'espècies d'animals i de plantes. Alguns tepuis estan dins la zona del Cerro de la Neblina com per exemple, Autana, Auyantepui i Mont Roraima. La composició geològica típica és de blocs del precambrià, guars i pedra sorrenca i emergeixen de forma abrupta des de la jungla. A Auyantepui hi ha el sanl d'aigua més alta del món: el Salto Angel.

## Morfologia

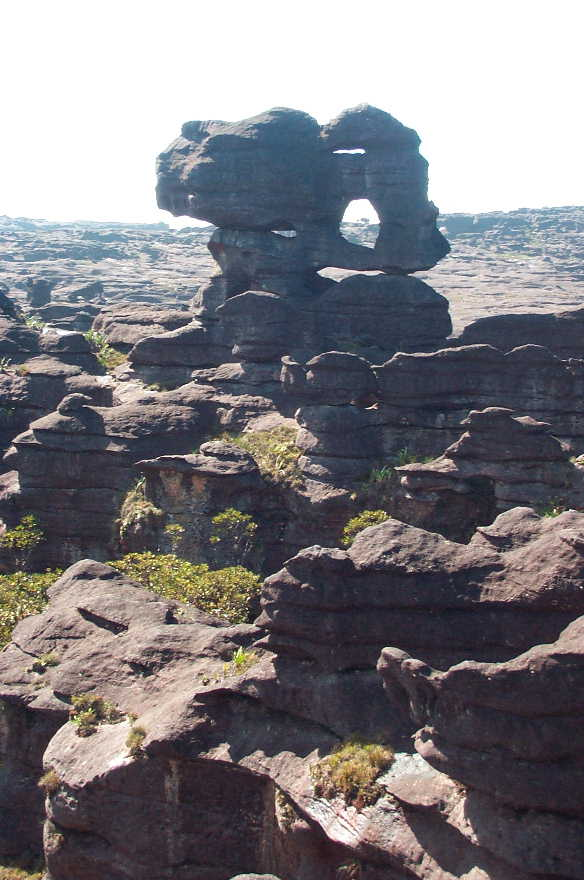
Altiplà de Mont Roraima.

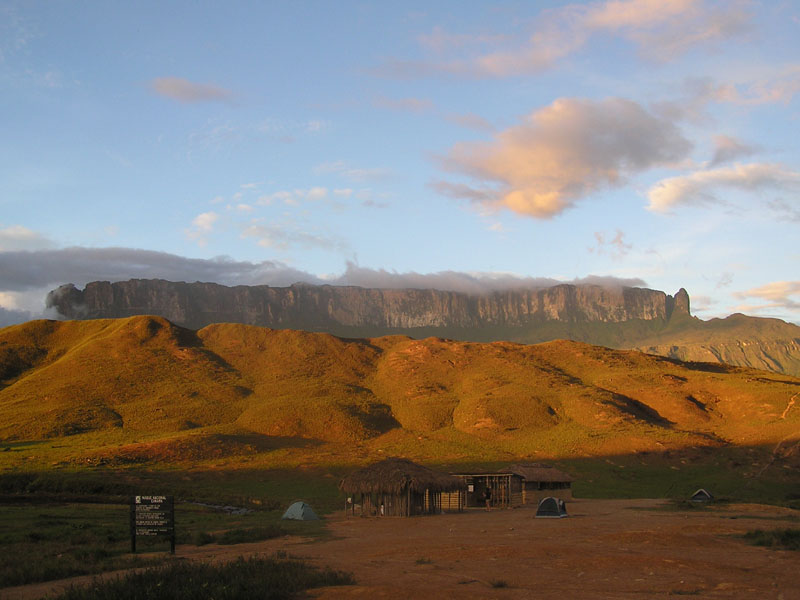
Mont Roraima

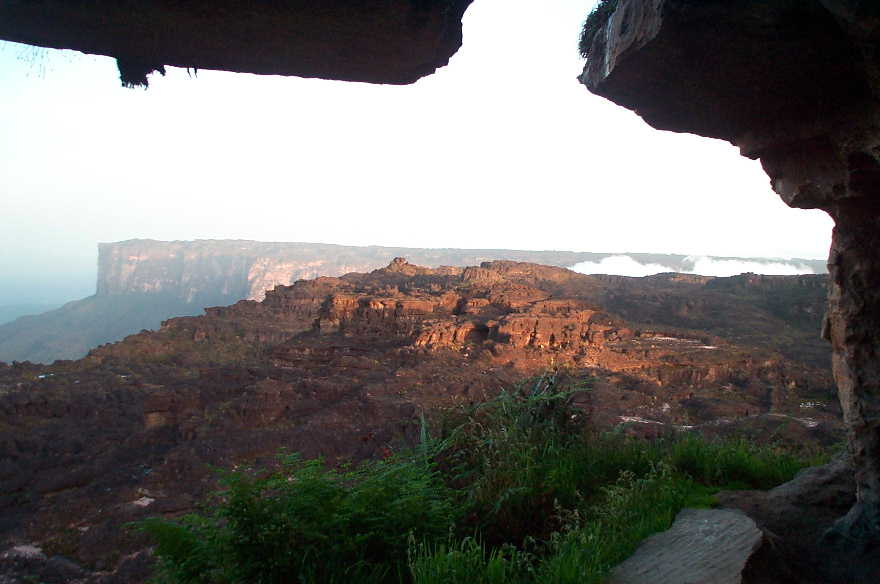
Vista de Kukenan tepui des de Mont Roraima.

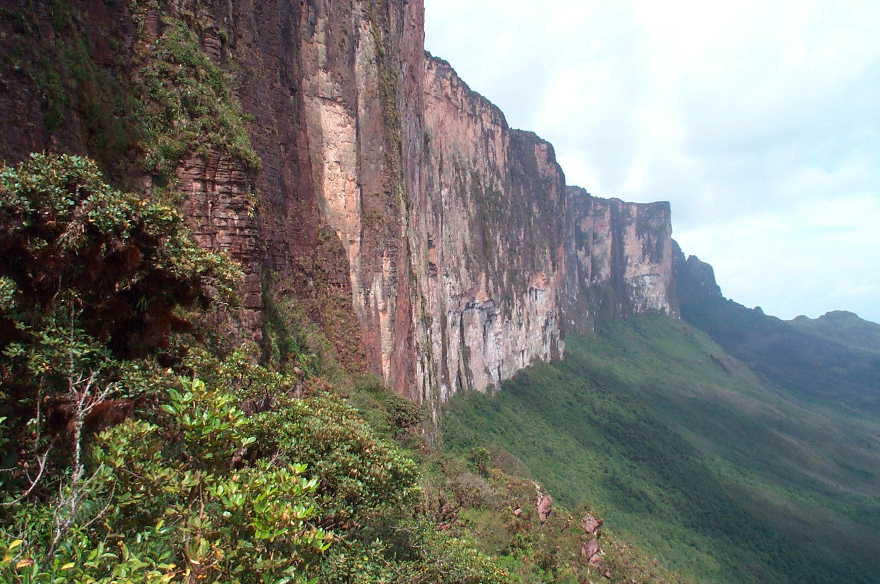
Paret del Mont Roraima.

Aquestes muntanyes tabulars són les restes d'un altiplà sorrrenc que havia cobert elsòcol granític entre la conca nord de l'Amazones i l'Orinoco. Aquest altiplà es va erosionar i es van formar els tepuis.

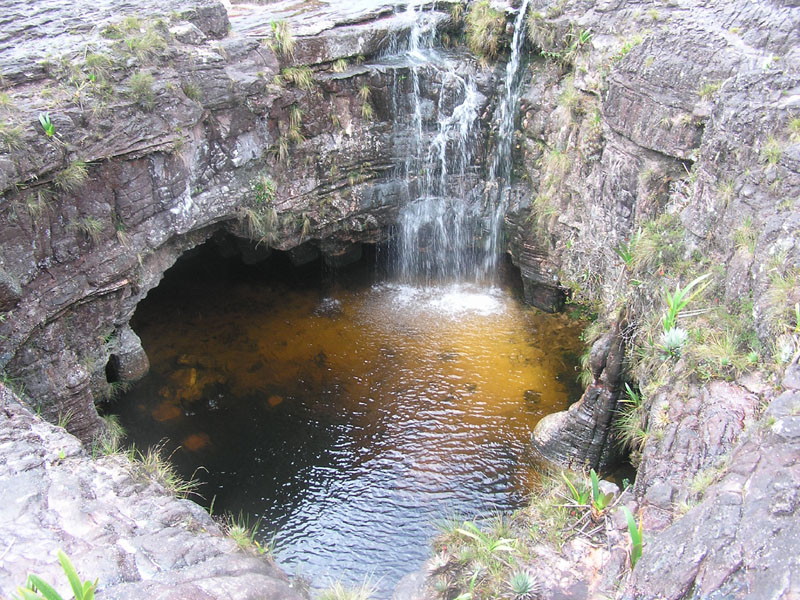
El Foso

Hi ha unes 115 muntanyes tabulars en Gran Sabana al sud-est de veneçuela a la frontera amb Guiana i Brasil. Al cim d'aquestes muntanyes hi creixen espècies de plantes orquídies, bromeliàcies, i plantes carnívores.
Hi ha un gènere endèmic de granotes,Tepuihyla.
L'altitud dels tepuis oscil·len entre 1.000 i 3.000 m.
Alguns tepuis presenten coves càrstiques com la de 671m de fondària anomenada Abismo Guy Collet.
Molts dels tepuis es troben al Parc Nacional Canaima de Veneçuela, el qual és Patrimoni de la Humanitat.

## Tepui en la literatura
La hipòtesi que la fauna i la flora dels tepus representava les restes d'espècies antigues va inspirar la novel·la d'Arthur Conan Doyle The Lost World (1912), la qual transcorre en un tepui.